# Англад, Жан-Юг
Жан-Юг Англад (фр. Jean-Hugues Anglade; род. 29 июля 1955, Туар) — французский актёр. Лауреат премии «Сезар» за роль в фильме «Королева Марго».

## Биография
Жан-Юг Англад родился 29 июля 1955 года в Туаре, на западе Франции. Актёрскому мастерству обучался в Высшей национальной консерватории драматического искусства в Париже. На большом экране дебютировал в 1982 году, в фильме Пьера Лари «L’Indiscrétion». Вторая роль, в картине Патриса Шеро «Раненый человек», принесла Англаду номинацию на премию «Сезар» как самому многообещающему актёру. В 1984 году Жан-Юг сыграл небольшую роль в ленте Люка Бессона «Подземка», которая была номинирована на «Сезар» 13 раз, в том числе за лучшую мужскую роль второго плана.
Международную известность Англад получил, исполнив главную роль в фильме Жан-Жака Бенекса «Тридцать семь и два по утрам», который был номинирован на премию «Оскар» в категории лучший фильм на иностранном языке. В 1990 году актёр продолжил сотрудничество с Бессоном, сыграв в его триллере «Никита», а спустя четыре года он появился в эпизодической роли в наиболее известном фильме этого режиссёра — «Леон». В том же году Жан-Юг сыграл в драме Роджера Эвери «Убить Зои» и в историческом фильме Патриса Шеро «Королева Марго». Роль короля Франции Карла IX принесла ему ещё одну номинацию на «Сезар» за лучшую мужскую роль второго плана, которую Англад наконец выиграл.
После этой победы карьера актёра пошла на спад. В 1996 году он по собственному сценарию поставил фильм «Тонка», который не имел особого успеха. На съёмках этой картины Жан-Юг познакомился с Памелой Су, которая впоследствии стала его женой. В 2001 и 2002 году она родила актёру двух сыновей. Фильмы с участием Англада, снятые в конце 1990-х, в большинстве своём были коммерчески провальными. В 2000-х годах он сыграл в американо-канадской ленте «Забирая жизни», франко-германском фильме «Преследование», а также появился в телесериалах канала HBO «Джон Адамс» и «Клан Сопрано». Вернулся на экраны в телесериале «Налёт» (2009—2016)

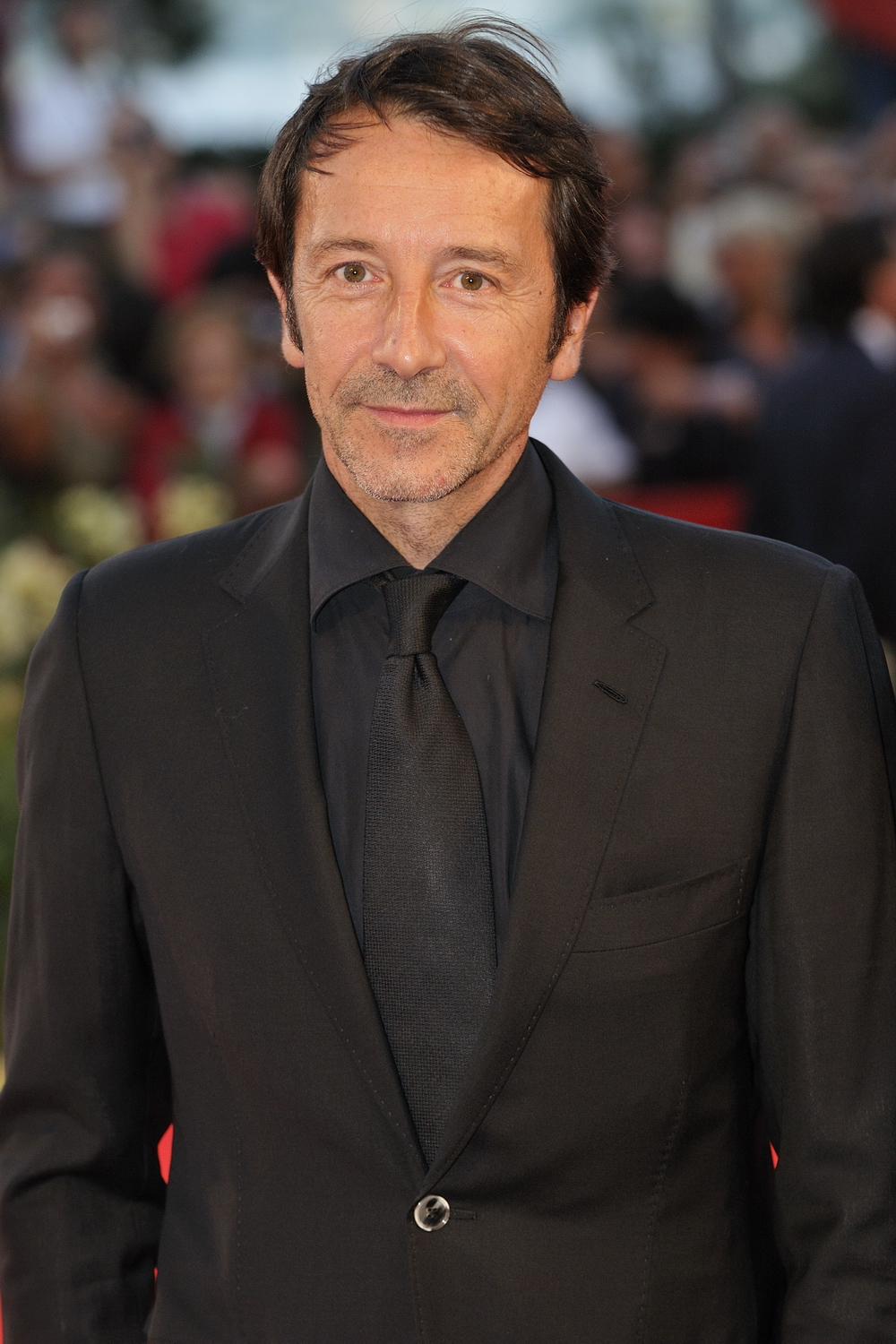
Жан-Юг Англад на Венецианском кинофестивале в 2009 году

В 2018 году на Каннском фестивале состоялась премьера комедии «Непотопляемые» режиссера Жиля Леллуша. Жан-Юг сыграл в фильме одну из главных ролей. Его партнерами по съёмочной площадке стали такие знаменитые актёры, как Гийом Кане, Матьё Амальрик, Бенуа Пульворд, Виржини Эфира, Лейла Бехти и Марина Фоис.

## Основная фильмография
| Год       | Русское название             | Оригинальное название               | Персонаж                                                          |
| --------- | ---------------------------- | ----------------------------------- | ----------------------------------------------------------------- |
| 1983      | Раненый человек              | L’Homme blessé                      | Анри (фр. Henri)                                                  |
| 1984      | Диагональ слона              | La Diagonale du fou                 | Миллер из команды Фромма                                          |
| 1985      | Подземка                     | Subway                              | Роллер (фр. Le Roller)                                            |
| 1986      | Тридцать семь и два по утрам | 37°2 le matin                       | Зорг (фр. Zorg)                                                   |
| 1987      | Болезнь любви                | Maladie d’amour                     | Клеман Котрель (фр. Clément Cotrel)                               |
| 1989      | Индийский ноктюрн            | Nocturne indien                     | Ксавье (фр. Xavier)                                               |
| 1990      | Никита                       | Nikita                              | Марко (фр. Marco)                                                 |
| 1994      | Королева Марго               | La Reine Margot                     | Карл IX (фр. Charles IX)                                          |
| 1994      | Убить Зои                    | Killing Zoe                         | Эрик (фр. Éric)                                                   |
| 1994      | Леон                         | Léon                                | камео                                                             |
| 1995      | Скажи мне «Да»               | Dis-moi oui                         | Стефан (фр. Stéphane)                                             |
| 1995      | Нелли и месье Арно           | Nelly et Monsieur Arnaud            | Венсан Гранек (фр. Vincent Vincent Granec)                        |
| 1996      | Максимальный риск            | Maximum Risk                        | Себастьян (фр. Sébastien)                                         |
| 2000      | Приключения трупа            | Mortel Transfert                    | Мишель Дюран (фр. Michel Durand)                                  |
| 2002      | Пекло                        | Sueurs                              | Harvey                                                            |
| 2003      | Легче верблюду               | Il est plus facile pour un chameau… | Пьер (фр. Pierre)                                                 |
| 2004      | Забирая жизни                | Taking Lives                        | Дюваль (фр. Duval)                                                |
| 2008      | Джон Адамс                   | John Adams                          | Шарль Гравье де Верженн (фр. Charles Gravier, comte de Vergennes) |
| 2009      | Преследование                | Persécution                         | сумасшедший                                                       |
| 2009-2016 | Налёт                        | Braquo                              | Эдди Каплан (фр. Eddie Caplan)                                    |
| 2015      | Субура                       | Suburra                             | кардинал Бреше (фр. le cardinal Berchet)                          |
| 2018      | Непотопляемые                | Le Grand Bain                       | Симон (фр. Simon)                                                 |
| 2021      | Поэтому мы танцуем           | Alors on danse                      | мэр                                                               |
| 2022      | Мёртвый сезон                | Hors Saison                         | Маркус Таннер (фр. Markus Tanner)                                 |

## Награды и номинации
| Премия | Год  | Категория                         | Фильм                        | Результат |
| ------ | ---- | --------------------------------- | ---------------------------- | --------- |
| Сезар  | 1984 | Самый многообещающий актёр        | Раненый человек              | Номинация |
| Сезар  | 1984 | Лучшая мужская роль второго плана | Подземка                     | Номинация |
| Сезар  | 1987 | Лучшая мужская роль               | Тридцать семь и два по утрам | Номинация |
| Сезар  | 1990 | Лучшая мужская роль               | Индийский ноктюрн            | Номинация |
| Сезар  | 1995 | Лучшая мужская роль второго плана | Королева Марго               | Победа    |
| Сезар  | 1996 | Лучшая мужская роль второго плана | Нелли и месье Арно           | Номинация |
| Сезар  | 2010 | Лучшая мужская роль второго плана | Преследование                | Номинация |